# 기타켄부치역
기타켄부치역(일본어: 北剣淵駅)은 일본 홋카이도 가미카와 군 겐부치정에 있는 홋카이도 여객철도 네무로 본선의 역이다. 역 번호는 W41이며, 단선 승강장 1면 1선의 구조를 지닌 지상역이다.

## 역 주변
- 국도 제40호선
- 도오 자동차도 시베쓰켄부치 나들목

## 역사
- 1959년 11월 1일 : 기타켄부치 가승강장(北剣淵仮乗降場)으로서 개업.
- 1987년 4월 1일 : 민영화에 의해, 홋카이도 여객철도로 이관에 의해 기타켄부치역으로 승격.
- 2021년 3월 13일：이용자 감소에 따라 폐지.

## 인접 정차역
| 홋카이도 여객철도 소야 본선 | 홋카이도 여객철도 소야 본선 | 홋카이도 여객철도 소야 본선 |
| --------------------------- | --------------------------- | --------------------------- |
| W40 겐부치 아사히카와 방면  | ■ 소야 본선                 | 시베쓰 W42 왓카나이 방면    |